# Victoriano Pío
San Victoriano Pío (San Millán de Lara, Burgos, 7 de julio de 1905 - Turón, Asturias, 9 de octubre de 1934), fue un religioso español, asesinado durante la Revolución de Asturias de 1934. Considerado mártir por la Iglesia católica, fue canonizado en 1999. Su nombre de nacimiento era Claudio Bernabé Cano.
Sus restos descansan en el Monasterio de Santa María de Bujedo.

## Biografía
Sus padres eran labradores. El trabajo con ellos y se le inculcó el cristianismo.
El 26 de agosto de 1918, ingresó en el Instituto de los Hermanos de las Escuelas Cristianas en Bujedo. Sus compañeros decían que sus cualidades eran admirables.
Sus primeros votos tuvieron lugar el 3 de febrero de 1923. Fue destinado al Colegio que los Hermanos tenían en Palencia. Allí empezó a trabajar de maestro.
En enero de 1926 fue enviado a la Comunidad de los Hermanos en La Santa Espina, provincia de Valladolid. Al terminar el curso de ese año, fue ordenado regresar a Palencia, donde hizo su profesión perpetua, el 23 de agosto de 1930.
A causa de las leyes de 1933, se le fue ordenado irse del Colegio de Palencia, en 1934. En esos tiempos, los Hermanos, por prudencia, cambiaban constantemente la ubicación de los suyos. A Victoriano le tocó ir a la escuela de Turón. Este cambio le costó mucho, pero lo aceptó.
Llevaba solamente diez días en Turón cuando los partidarios de la Revolución de Asturias le dieron muerte.

## Beatificación
San Julián Alfredo fue beatificado el 29 de abril de 1990 por Juan Pablo II. La causa de beatificación narra la ejecución del siguiente modo: 

Las víctimas comprendieron de inmediato las intenciones del Comité y se prepararon generosamente al sacrificio con la oración la confesión y el perdón que otorgaron a sus asesinos. A la hora prevista por el Comité, caminaron juntos y serenos al cementerio. En el centro del mismo estaba preparada una fosa delante de la cual alinearon a los religiosos. Fueron muertos con dos cargas de fusilería y rematados a tiros de pistola. La serenidad y valentía con la que los Hermanos y el P. Pasionista aceptaron el martirio impresionó a los mismos asesinos como más tarde ellos mismos declararían. Pocos meses después de su muerte sus cuerpos fueron exhumados y trasladados con grandes manifestaciones de adhesión al mausoleo donde reposan en Bujedo, en la provincia de Burgos.

## Canonización
El, junto con los otros hermanos, fue canonizado el 21 de noviembre de 1999, por Juan Pablo II. Su festividad se celebra el día 9 de octubre.